# Ambassis gymnocephalus
Ambassis gymnocephalus és una espècie de peix pertanyent a la família dels ambàssids.

## Descripció
- Fa 16 cm de llargària màxima.
- 7-8 espines i 8-10 radis tous a l'aleta dorsal.
- 3 espines i 8-10 radis tous a l'anal.[6][7]

## Alimentació
Menja principalment (durant la nit) crustacis i, en menor mesura, peixets i ous i larves de peixos.

## Hàbitat
És un peix d'aigua dolça, salabrosa i marina; demersal, amfídrom i de clima tropical (22 °C-28 °C).

## Distribució geogràfica
Es troba des del mar Roig i Sud-àfrica fins a les Filipines, la Xina, Taiwan i el nord d'Austràlia.

## Ús comercial
Es comercialitza en salaó.

## Observacions
És inofensiu per als humans.